# Повіт Сасіма
Пові́т Сасі́ма (яп. 猿島郡, さしまぐん, МФА: [saɕima guɴ]) — повіт в префектурі Ібаракі, Японія.